# Cappella Brancacci
La cappella Brancacci, situata all'interno della chiesa di Santa Maria del Carmine di Firenze rappresenta uno degli esempi più elevati di pittura del Rinascimento (1424-1428). Essa è frutto della collaborazione di due dei più grandi artisti dell'epoca, Masaccio e Masolino da Panicale, ai quali deve aggiungersi la mano di Filippino Lippi, chiamato a completare l'opera circa cinquant'anni dopo.

## Storia

### I Brancacci

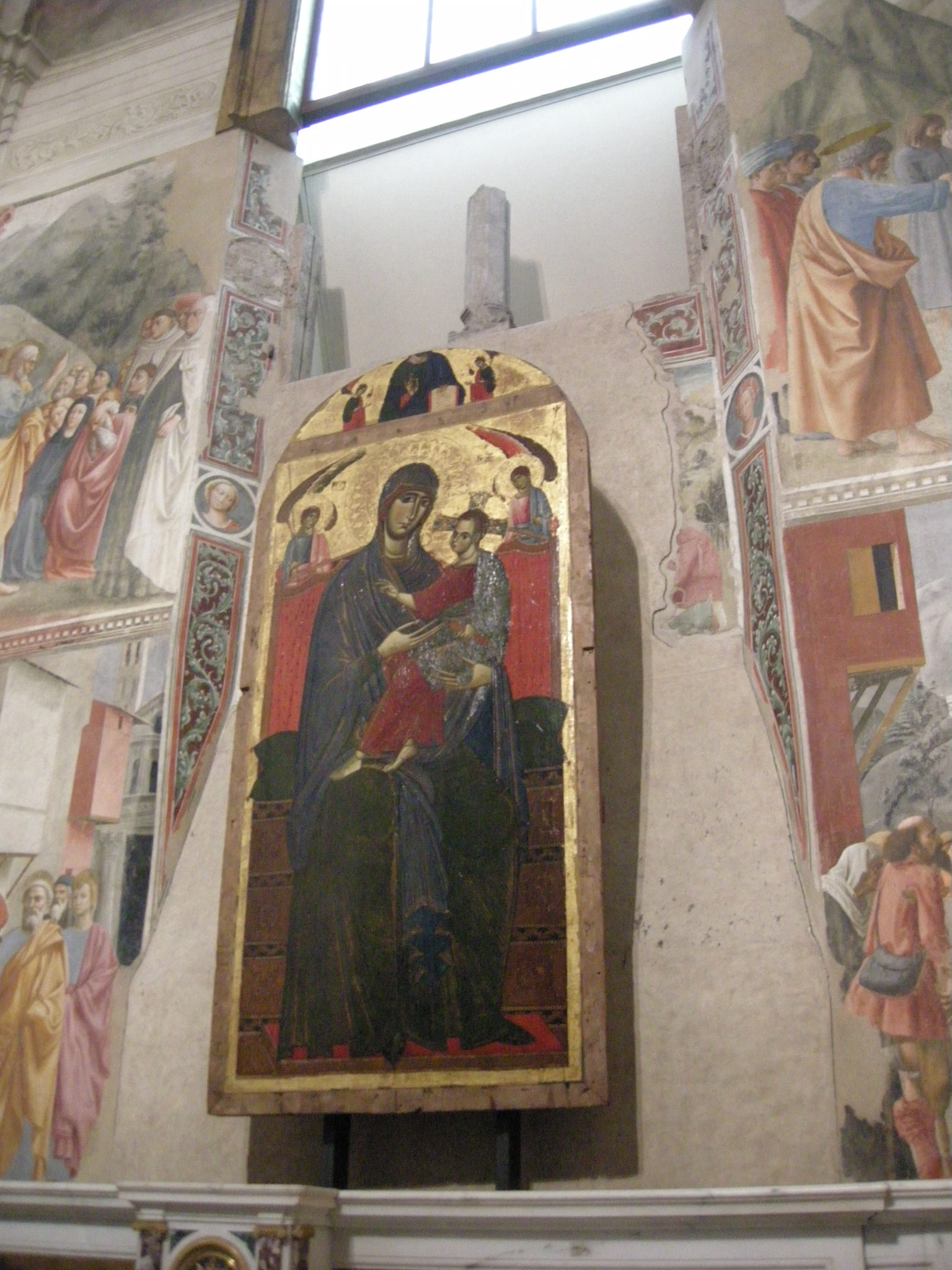
La Madonna del Popolo

Stemma della famiglia Brancacci

I Brancacci possedevano la cappella alla testata del transetto di Santa Maria del Carmine fin dalla fine del Trecento, quando venne fondata da Pietro di Piuvichese Brancacci (1367). Antonio Brancacci iniziò una serie di lavori nella cappella nel 1387, ma fu solo con suo nipote Felice, un ricco mercante della seta, tra i protagonisti della scena politica fiorentina nella prima metà del Quattrocento, che commissionò probabilmente alla bottega di Masolino la decorazione ad affresco, con un ciclo sulle Storie di san Pietro, il protettore di famiglia. Non si è conservata una documentazione diretta circa la decorazione della cappella, ma le vicende sono oggi ricostruite tramite fonti indirette o più tarde. Per esempio Vasari, nelle Vite, ricorda come i due artisti avevano eseguito in un periodo immediatamente precedente un San Paolo (di Masaccio) e un San Pietro (di Masolino, entrambi perduti) in una cappella sull'altro lato del transetto, che gli valsero la prestigiosa commissione.
Questa risalirebbe al 1423, dopo il ritorno di Felice Brancacci da un'ambasceria a Il Cairo (15 febbraio) ed entro la fine del 1424 i lavori dovevano essere avviati. Masolino fu impegnato con lavori a Empoli fino al novembre del 1424, per cui si può pensare che abbia iniziato a lavorare alla cappella Brancacci immediatamente dopo. Il suo aiutante Masaccio prese la direzione dei lavori dopo la partenza di Masolino per l'Ungheria (1º settembre 1425), per essere poi sospesi nel 1427 o 1428 quando Masaccio partì a sua volta per Roma, dove morì nell'estate del 1428. Alcuni ipotizzano che Masaccio non vi lavorasse già più dal febbraio del 1426, quando i Carmelitani di Pisa gli affidarono un'altra importante opera (il Polittico), ma difficilmente i Carmelitani fiorentini avrebbero permesso la partenza di Masaccio, tenendosi un'opera incompiuta. È più probabile quindi che l'interruzione sia avvenuta su iniziativa del committente, con un frettoloso completamento dell'ultima scena avviata, la Resurrezione del figlio di Teofilo e san Pietro in cattedra testimoniata dall'esecuzione meno rifinita e dall'uso più cospicuo di assistenti (la scena venne poi probabilmente mutilata in seguito e ricompletata da Filippino Lippi). Lo stesso Felice Brancacci, nel suo testamento del 1432, cita la cappella come incompleta.
Oggi gli affreschi masoliniani sono nettamente in minoranza, ma in antico essi si trovavano anche sulla volta a crociera e in una o due delle lunette superiori, andate distrutte, con un effetto d'insieme completamente diverso.
Chiudeva probabilmente il ciclo su San Pietro il rilievo sull'altare con la Consegna delle chiavi, opera di Donatello oggi al Victoria and Albert Museum, scena fondamentale per la chiusura delle Storie e del discorso sull'autorità di Pietro nella Chiesa.

### Organizzazione del lavoro tra Masolino e Masaccio

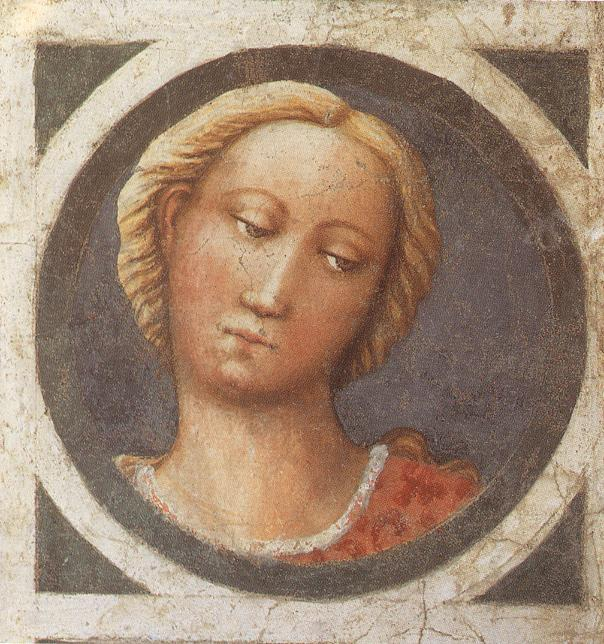
Una delle testine riscoperte: quella femminile attribuita a Masolino

Masolino e Masaccio lavorarono separatamente a scene diverse, pianificando accuratamente i loro interventi in modo da potere operare contemporaneamente. Essi usarono un solo ponteggio dipingendo scene contigue, in modo da evitare una netta separazione tra le loro opere, che avrebbe creato maggior squilibrio rispetto a una divisione "a scacchiera" come si vede oggi. Sul ponteggio di forma rettangolare l'uno dipingeva la scena sulla parete laterale, l'altro su quella frontale, per poi scambiarsi i compiti sul lato opposto. Con questo metodo venne sicuramente eseguito il registro superiore e forse la parte delle lunette, mentre l'interruzione dei lavori comportò la mancata applicazione nel registro inferiore.
Una questione molto dibattuta è quella degli aiuti che i due pittori offrirono reciprocamente in scene destinate all'altro. Alcuni studiosi tendono a escluderle; altri, basandosi su confronti stilistici, le sottolineano. Per esempio si attribuiva in genere a Masaccio lo schema prospettico della Guarigione dello storpio e resurrezione di Tabita, identico a quello del Tributo, ma forse venne elaborato da entrambi. A Masaccio sono attribuite le montagne realistiche nella Predica di San Pietro, come mai ne dipinse in lavori successivi, mentre a Masolino è stata attribuita la testa del Cristo nel Pagamento del Tributo, dolcemente sfumata come quella dell'Adamo masolinesco nella Tentazione di Adamo ed Eva.

### La sospensione dei lavori e il completamento di Filippino
L'opera rimase incompiuta, anche per l'esilio di Felice Brancacci nel 1436, a causa del suo schierarsi nel partito avversario a Cosimo de' Medici. È probabile che in quel contesto vennero martellati via anche i ritratti dei Brancacci e di altri cittadini dell'epoca che si trovano nella scena della Resurrezione del figlio di Teofilo e San Pietro in cattedra, dove la pittura di Masaccio si interrompe bruscamente sopra la metà delle vesti. Nel 1458, quando l'esilio diventò perenne, la cappella venne probabilmente svuotata di tutti i riferimenti alla casata dei Brancacci, essendo ormai sconveniente, per i Medici e per i carmelitani stessi, un ciclo pittorico tanto famoso che legasse una famiglia ribelle con il papato (san Pietro era dopotutto il primo papa). La cappella venne allora ridedicata alla Madonna del Popolo e vi fu posta la tavola della Madonna col Bambino, risalente probabilmente all'anno della fondazione della chiesa, il 1268, e tutt'oggi presente sull'altare. In quell'occasione venne probabilmente cancellata la scena dietro l'altare del Martirio di san Pietro, ridipinta poi dal Lippi sulla parete destra.
Solo con la riammissione della famiglia Brancacci a Firenze, nel 1480, la decorazione della cappella poté essere portata a termine incaricando Filippino Lippi, che oltre che essere un artista di spicco era adatto all'incarico anche perché figlio di Fra Filippo, uno dei primissimi allievi di Masaccio. Filippino cercò di temperare il suo stile, adeguando la sua tavolozza alla cromia degli affreschi più antichi e mantenendo la solenne impostazione delle figure, per non rompere l'omogeneità dell'insieme. Nonostante ciò il suo stile appare oggi facilmente riconoscibile, poiché improntato a un chiaroscuro più maturo e dotato della linea di contorno che è tipica dello stile intellettualistico del Rinascimento all'epoca di Lorenzo de' Medici e che è opposto alla pittura "di getto" fatta di veloci stesure di colore e luce di Masaccio.

### Dal XVI al XVIII secolo

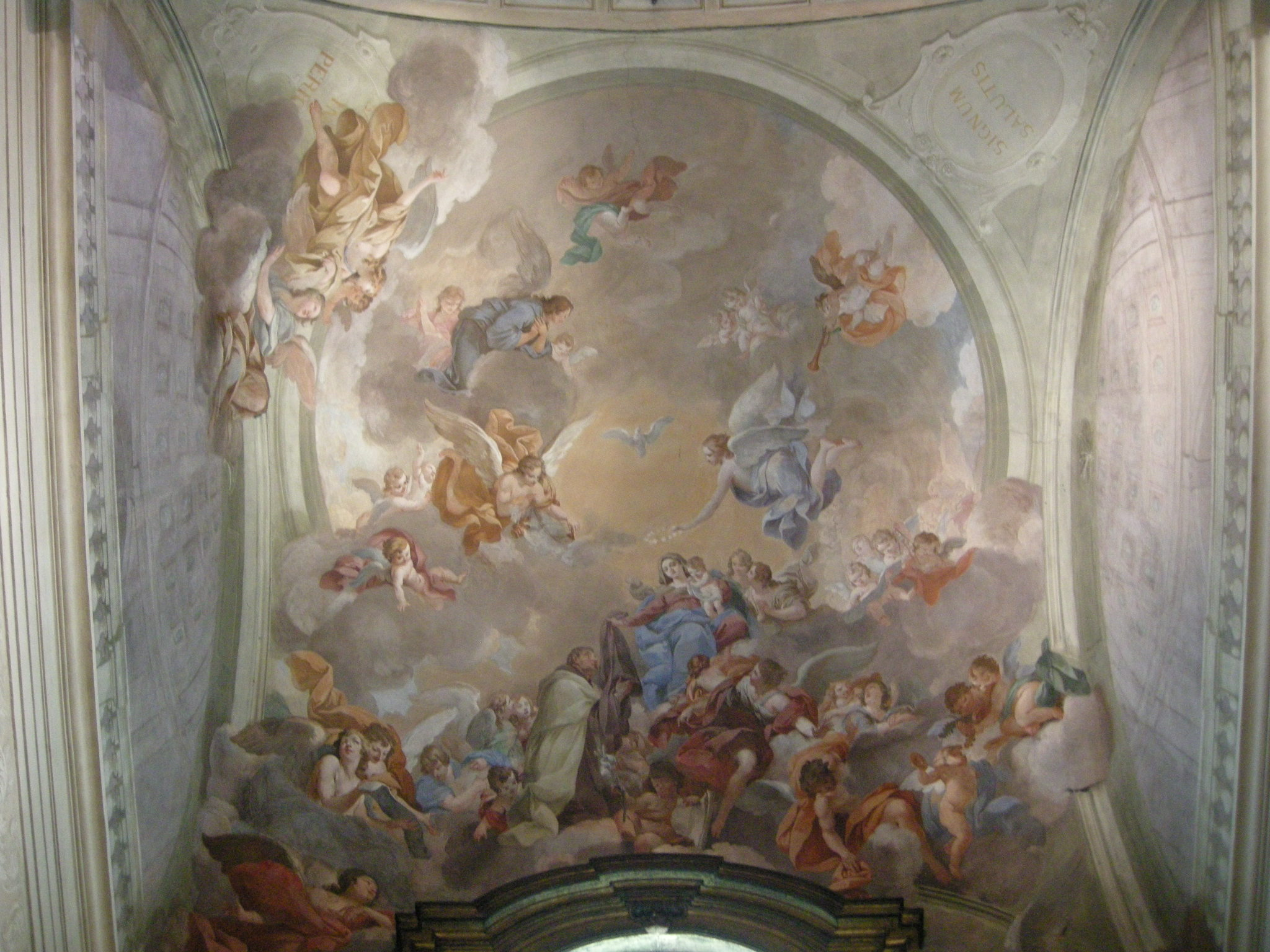
Gli affreschi della cupola e i lunettoni

Nel corso del Cinquecento il giuspatronato dei Brancacci decadde, ma nessuna famiglia lo rilevò.
Al 1565 risale un primo intervento di pulitura, seguito poi da un altro restauro nel 1670-1674. A fine del XVII secolo la cappella venne abbellita da argenti preziosi, da una cornice intagliata e dorata, da una balaustra marmorea e da una spalliera. Nel 1690 il marchese Feroni, d'accordo con i Carmelitani, mise in progetto la trasformazione della cappella da gotica a barocca, in maniera da fare pendant con la recente Cappella Corsini, ma il progetto non andò in porto.
Risale al 1642 circa la copertura delle nudità dei personaggi con fronde, all'epoca del "cattolicissimo" Cosimo III de' Medici.
Nel 1746-1748 le vele nella volta a crociera, affrescate da Masolino con i quattro evangelisti, vennero distrutte per creare una cupoletta, dove Vincenzo Meucci affrescò la Madonna che dà lo scapolare a san Simone Stock, mentre le due lunette superiori, dove il ciclo aveva inizio, vennero rimpiazzate da finte prospettive di Carlo Sacconi. Venne smantellata la bifora gotica e si creò una più ampia finestra barocca, distruggendo gran parte degli affreschi nella parte superiore della parete di fondo. In quell'epoca venne anche approntato un massiccio tabernacolo marmoreo per ospitare la Madonna del Popolo, oggi rimosso.
La cappella venne danneggiata dal grave incendio che distrusse la basilica nel 1771, ma tutto sommato gli affreschi si conservarono bene, nonostante alcuni inevitabili danni all'intonaco e alla cromia, incotta e annerita, ai quali si fece fronte con una successiva rinettatura. La Madonna duecentesca si salvò per puro caso, essendo stata spostata all'interno del convento da circa un anno. A ricordo dell'incendio sugli scudi dei pennacchi venne aggiunta la scritta "SIGNUM SALUTIS IN PERICULIS".
Nel 1780 i discendenti dei Brancacci, i marchesi de Brancas ormai trasferitisi in Francia, firmarono la rinuncia ufficiale ai diritti sulla cappella, che passò così ai Riccardi (1782), che operarono alcuni restauri. Il loro stemma (con la chiave) è ben visibile ai lati dell'altare odierno.

### Il restauro

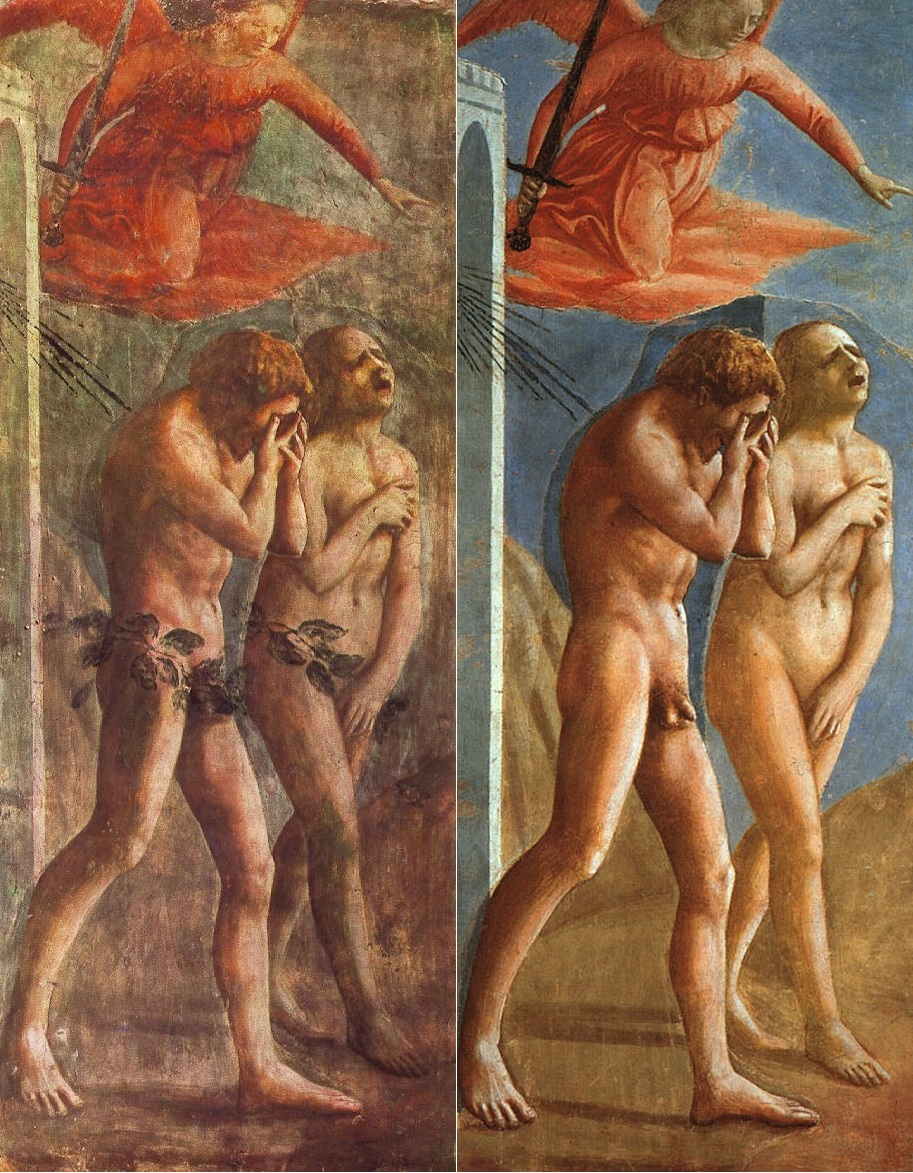
La Cacciata dal Paradiso Terrestre, prima e dopo il restauro

Nel 1940 si ebbe un restauro conservativo delle pitture, a base di un "beverone" protettivo con uovo e caseina, che ravvivò il colore (curatore F. Fiscali). Nel frattempo la patina di sporco e un velo di nerofumo avevano coperto i colori originari a tal punto che era maturata nella critica una considerazione di Masaccio quale pittore dai colori "petrosi", ma ne veniva comunque apprezzata la ricchezza plastica. L'opera di Masolino e Lippi era invece valutata scarsamente. La lettura critica dei contributi di Masaccio e Masolino fu dominata dalla confusione tra i due fino alla metà del XX secolo.
La decisione della necessità di procedere a un restauro venne presa già nel 1932, quando Ugo Procacci scoprì sotto due lastre di marmo dell'altare settecentesco alcuni ritagli di affreschi non interessati dall'incendio e dai restauri, che mostravano ancora la brillante cromia ante 1748. L'intervento di restauro vero e proprio prese il via solo negli anni ottanta, preceduto da un capillare check-up sullo stato degli affreschi e dei muri, in modo da distinguere le parti originali da quelle via via più tarde. Il restauro vero e proprio ha avuto luogo tra il 1983 e il 1990, quando venne rivelata, nello stupore internazionale, una cappella "inedita", restituita ai brillanti colori di Masaccio e ai chiari e soffusi cromatismi di Masolino.
Durante le indagini sono state anche ritrovate le sinopie di due scene sulla parete dietro l'altare accanto alla finestra barocca, che sono riferibili alle scene distrutte del Pentimento di san Pietro, probabilmente di Masaccio, e della Chiamata di san Pietro, attribuibile a Masolino. La mano di Masaccio in una delle semilunette è un indizio fondamentale che prova la presenza dell'artista fin dall'inizio dei lavori. Niente resta invece degli Evangelisti nella volta a crociera né delle due lunette. Dallo smontaggio del tabernacolo marmoreo (oggi ricomposto in un altro ambiente del convento) sono riemersi gli sguanci della bifora originale, dove sono presenti racemi decorativi e due testine (maschile e femminile), i cui colori chiari hanno fatto da termine di paragone per il recupero dei colori durante il restauro. Molto interessante anche il ritrovamento nella parete sotto la finestra di un frammento pittorico attribuito alla Crocifissione di San Pietro, che Masaccio avrebbe dipinto sopra la mensa dell'altare.
Per quanto riguarda invece le scene già visibili è stata giudicata straordinaria la nuova lettura della trama pittorica, il valore dei nudi (liberati dalle fronde seicentesche), del paesaggio, della purezza di elementi come l'aria e l'acqua, delle architetture e volti celati, nonché la riscoperta dell'equilibrio sostanziale tra i vari interventi artistici che si sono succeduti nel tempo.

## Descrizione
Il tema della decorazione ad affresco è quello della historia salutis, cioè la storia della salvezza dell'uomo, dal peccato originale all'intervento di Pietro, quale diretto erede di Cristo e fondatore della Chiesa romana. Le fonti del complesso sono la Genesi, i Vangeli, gli Atti degli Apostoli e la Leggenda Aurea di Jacopo da Varazze. Pietro è sempre riconoscibile, negli affreschi di ciascuna mano, per l'abito verde scuro con il mantello arancione e per la tipica capigliatura corta e bianca, corredata da barba.
La cappella era originariamente organizzata su tre registri, coperti da volta a crociera dove nelle vele si trovavano i quattro Evangelisti di Masolino, oggi sostituiti dalla cupola con gli affreschi di Vincenzo Meucci. Le lunette, pure perdute, raffiguravano, secondo la testimonianza di Vasari, la Vocazione di Pietro e Andrea e la Navicella, probabilmente di Masolino.
Sulla parete di fondo si trovavano il Pianto di Pietro dopo il triplice rinnegamento o Pentimento di Pietro (ritrovata la sinopia) attribuito a Masaccio e il Pasci i miei agnelli di Masolino (ritrovata la sinopia).

### La scelta iconografica

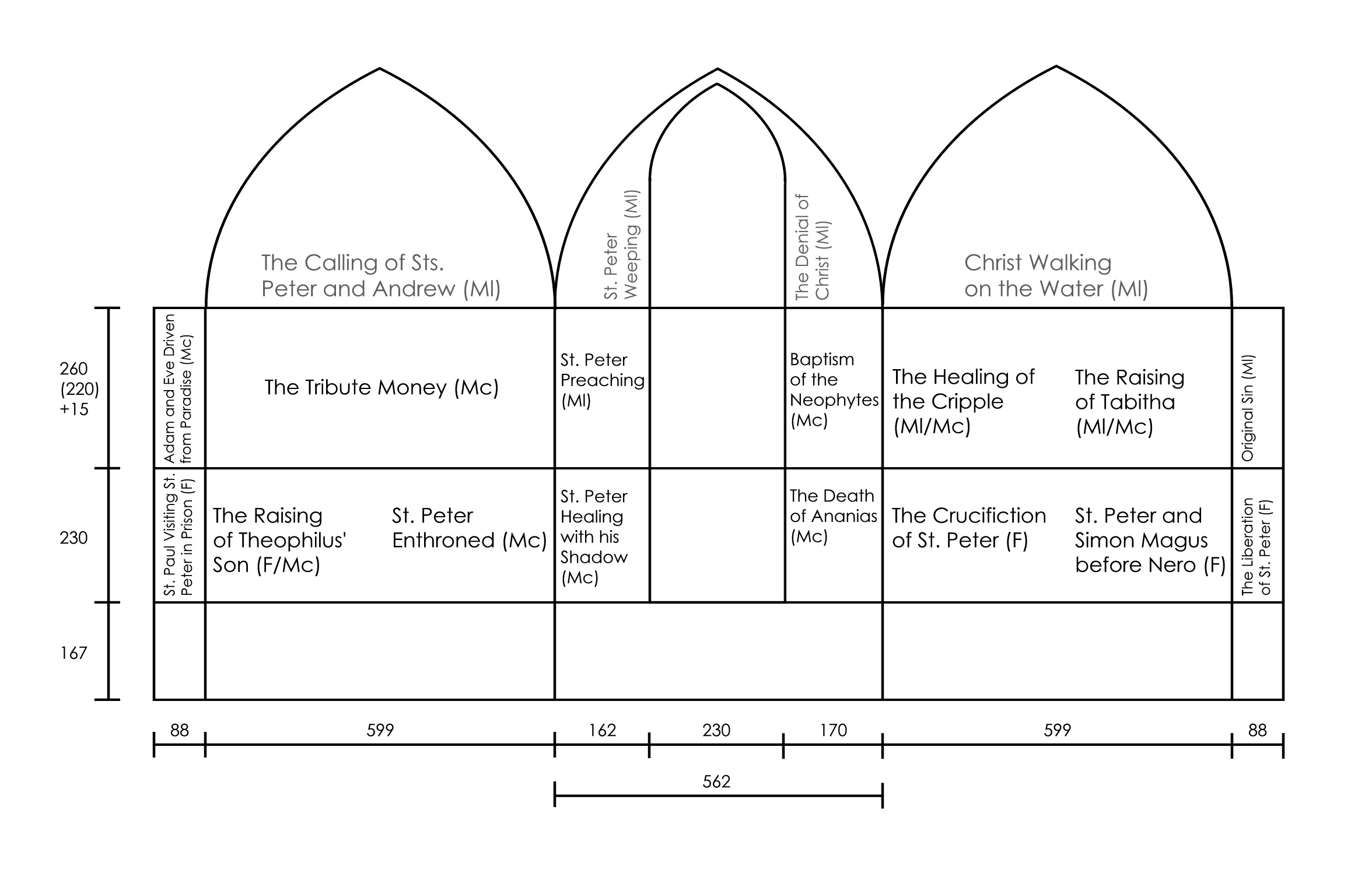
Schema della cappella

Pietro apostolo, primo papa, era il protettore di Pietro Brancacci, il fondatore della cappella, e della famiglia Brancacci in generale.
Pietro era anche l'apostolo fondatore della Chiesa Romana, dal cui potere discendeva quello del papa, per cui celebrandolo si celebrava il papato stesso, in linea con la politica filopontificia verso Martino V, condivisa dalla maggior parte dei fiorentini dell'epoca e dai Carmelitani, patroni della chiesa del Carmine. La presenza di scene della Genesi (Peccato originale e Cacciata dal paradiso terrestre) si collegano infatti al tema della salvezza dell'umanità operata dal Signore proprio attraverso Pietro.
L'accostamento delle storie di Pietro a quelle della Genesi inoltre poteva essere letta come un parallelo tra la Creazione di Dio e la creazione della Chiesa e del papato da parte di Pietro, in parallelo con la ri-creazione voluta da Martino V della sede romana dopo il lungo scisma d'Occidente.
Sembra che alcune scene, rare in altri cicli pittorici, furono scelte per esprimere una posizione riguardo all'istituzione del catasto fiorentino, all'epoca già nell'aria (venne avviato nel 1427), con il quale si introduceva, per la prima volta in Italia, un sistema di tassazione proporzionale basato sul reddito, che attingeva in maniera maggiore dalle ricchissime famiglie della borghesia di mercanti e banchieri. In questo senso scene come il Pagamento del Tributo e la Distribuzione delle elemosine e morte di Anania sembrano dipinte proprio per ribadire la necessità civile e religiosa di pagare le tasse per il bene dell'intera comunità.

### Registro superiore

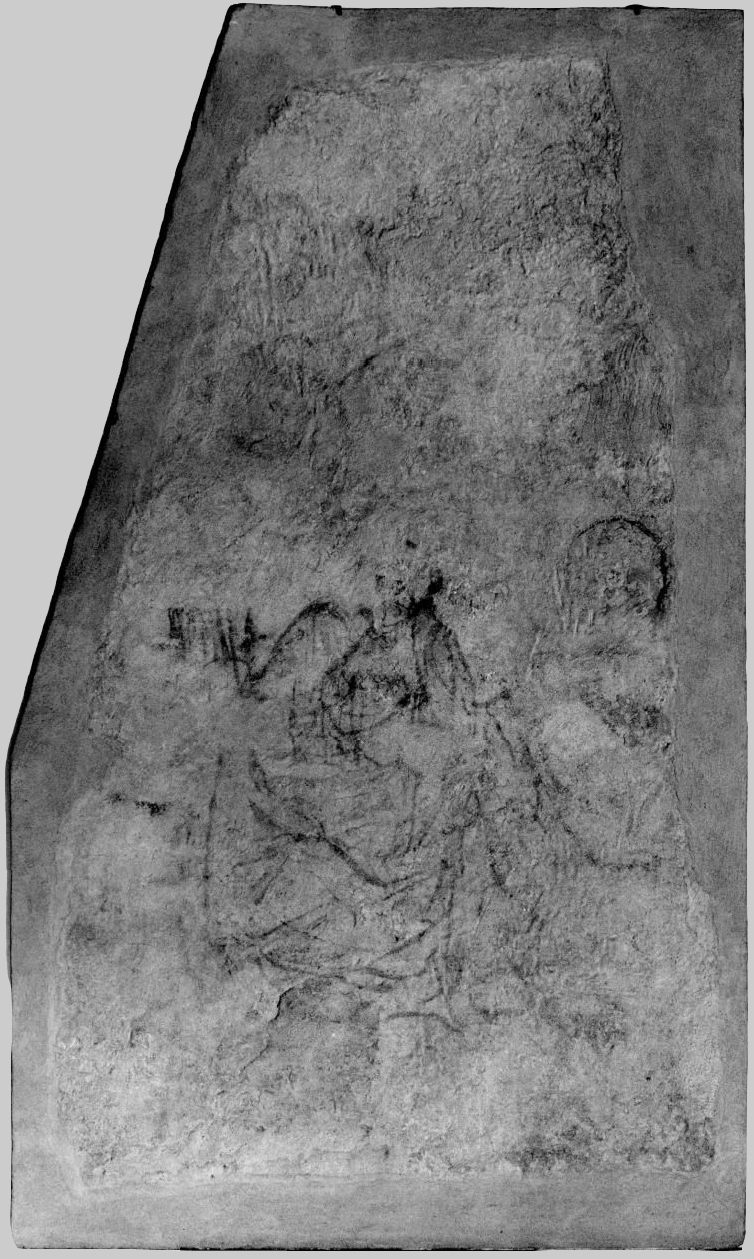
Pentimento di Pietro

#### Chiamata dei santi Pietro e Andrea
Nella lunetta di sinistra, distrutta nel 1746-1748, Masolino aveva dipinto la Chiamata dei santi Pietro e Andrea, o Vocazione, nota attraverso gli accenni dei testimoni antichi (Giorgio Vasari, Francesco Bocchi e Baldinucci). Longhi individuò per primo un'immagine di questo affresco perduto in un disegno più tardo, che non rispetta il formato con la curvatura superiore della lunetta, ma appare oggi come ipotesi molto probabile. In questa scena Masolino aveva diviso la propria composizione in due distesa di mare e cielo.

#### La Navicella
Sulla lunetta opposta si trovava l'affresco della Navicella, titolo tradizionale della scena in cui Cristo, camminando sulle acque, salva Pietro in barca dalle onde di una tempesta. Questa lunetta riproponeva quindi un paesaggio marino, equilibrandosi con la scena sul lato opposto e creando una sorta di parabola della Creazione: dai cieli degli Evangelisti nella volta, ai mari del registro superiore, fino alle terre e alle città dei registri mediano e inferiore, proprio come nella Genesi. In un certo senso lo sguardo dello spettatore era portato a procedere dal Paradiso fino al proprio mondo.
Le fonti antiche attribuiscono questa lunetta a Masolino, ma, seguendo lo schema dell'alternanza delle mani dei due artisti sui ponteggi, alcuni ipotizzano che questa possa essere stata dipinta da Masaccio.

#### Pentimento di Pietro

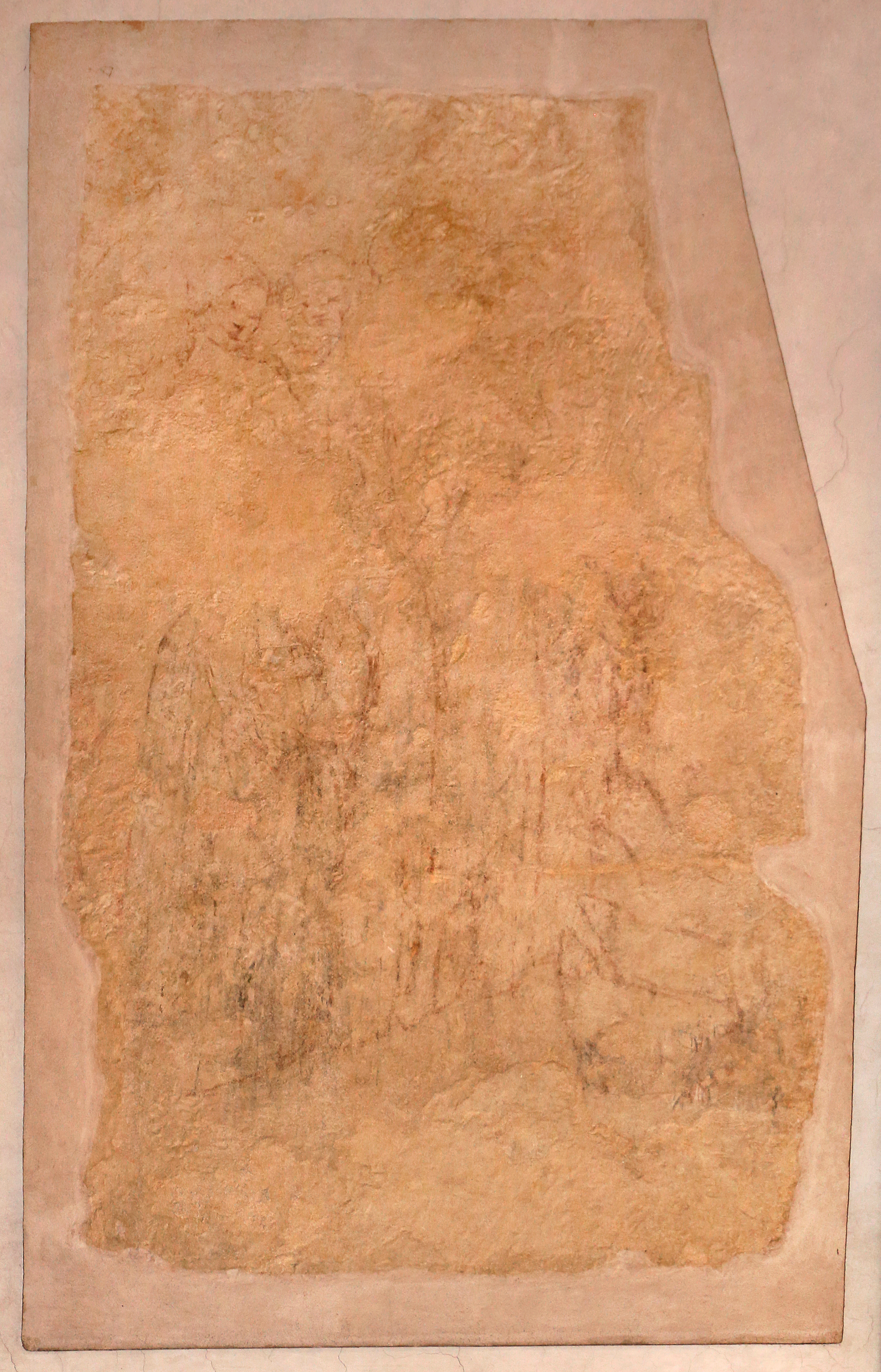
Pasce Oves meas attribuito a Masolino

Il Pentimento di Pietro si trovava nella semilunetta sinistra del registro superiore, di cui si è ritrovato il disegno preparatorio (molto schematico) della sinopia. La scena è stata attribuita a Masaccio, sulla base di una maggiore incisività nel tratto rispetto alle opere di Masolino e considerando l'alternanza delle mani degli artisti nella decorazione.

#### Pasce oves meas
Nella semilunetta destra del registro superiore è stata trovata nel 1984 la sinopia di un affresco riconosciuto come il Pasce oves meas (Pasci i miei agnelli o Missione di san Pietro) , grazie al ritrovamento, dopo la pulitura, di quattro pecore. L'episodio ritrae Gesù che affida a Pietro il compito di pastore universale (Giovanni XXI, 1523).
La scena, confrontabile con le sinopie degli affreschi di Empoli, è concordemente attribuita a Masolino.

### Registro mediano

#### Tentazione di Adamo ed Eva

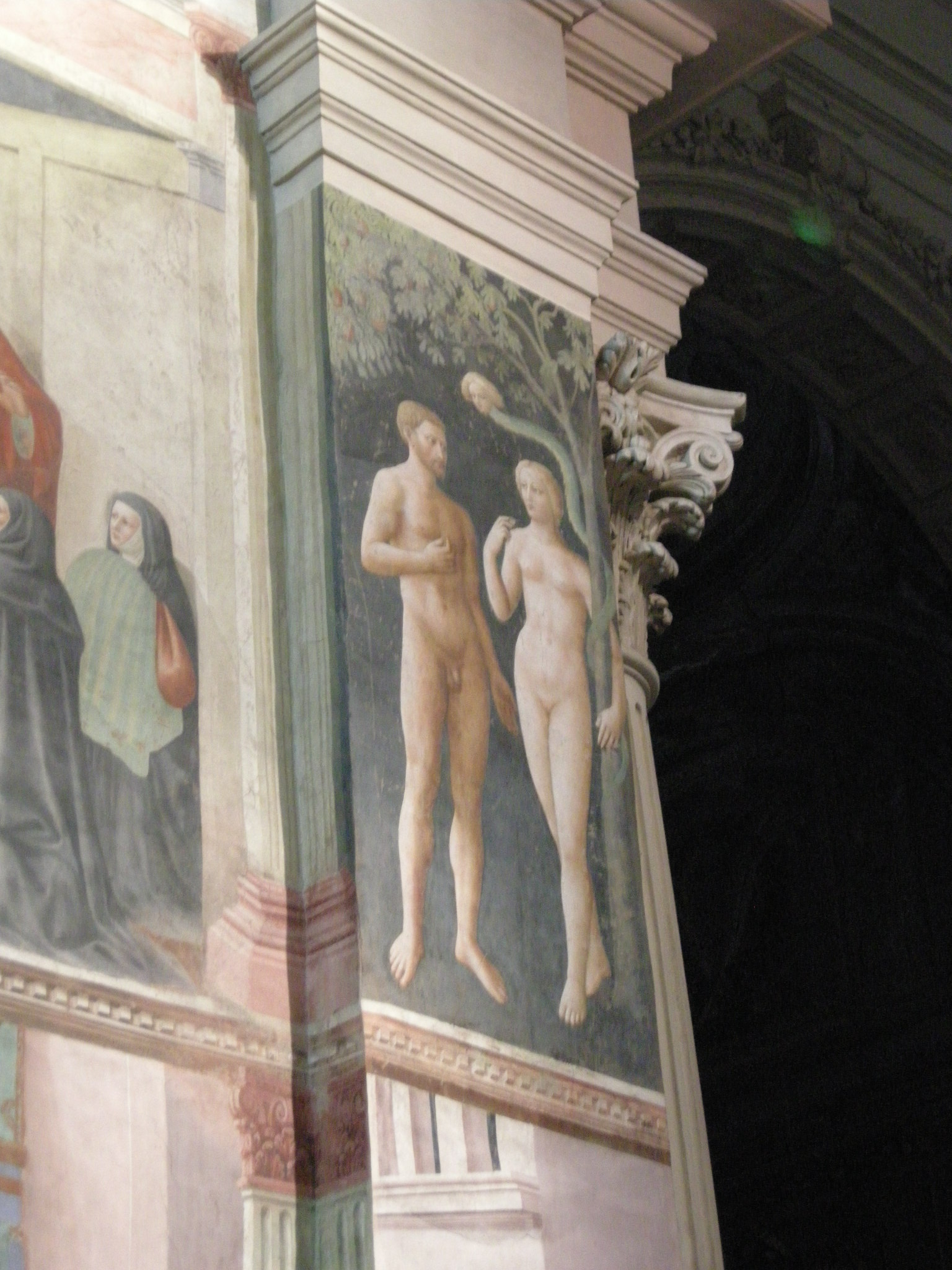
Tentazione di Adamo ed Eva (si noti la cornice architettonica dipinta).

Il ciclo inizia dalla scena della Tentazione di Adamo ed Eva di Masolino, posta in un riquadro alto e stretto sullo spessore dell'arcone che delimita la cappella. Questa scena e quella simmetrica sul lato opposto (la Cacciata) sono gli antefatti della storia, che mostrano il momento il cui l'uomo ruppe la sua amicizia con Dio, che verrà poi riconciliata da Cristo con la mediazione di san Pietro.
Mostra Adamo accanto a Eva in piedi, che si guardano con misurati gesti mentre lei sta per addentare il frutto proibito, che il serpente le ha appena offerto dall'albero dove essa appoggia il braccio. Il serpente ha una testina dotata di una folta capigliatura bionda, molto idealizzata.
Si tratta di una scena aulica, impostata nei gesti e nello stile al clima "cortese" del tardo gotico. Un tempo questo influsso era accentuato ancora maggiormente dalla ricchezza quasi calligrafica di fogliami e di erbe nello sfondo che oggi sono scomparsi. La luce, che modella le figure senza asprezze, è morbida e avvolgente; lo sfondo scuro fa risaltare la loro sensuale plasticità, lasciandole come sospese nello spazio.
Soprattutto la figura di Adamo però mostra l'adesione a un certo canone di bellezza classicista, memore di una citazione dell'antico.

#### Cacciata dal Paradiso Terrestre

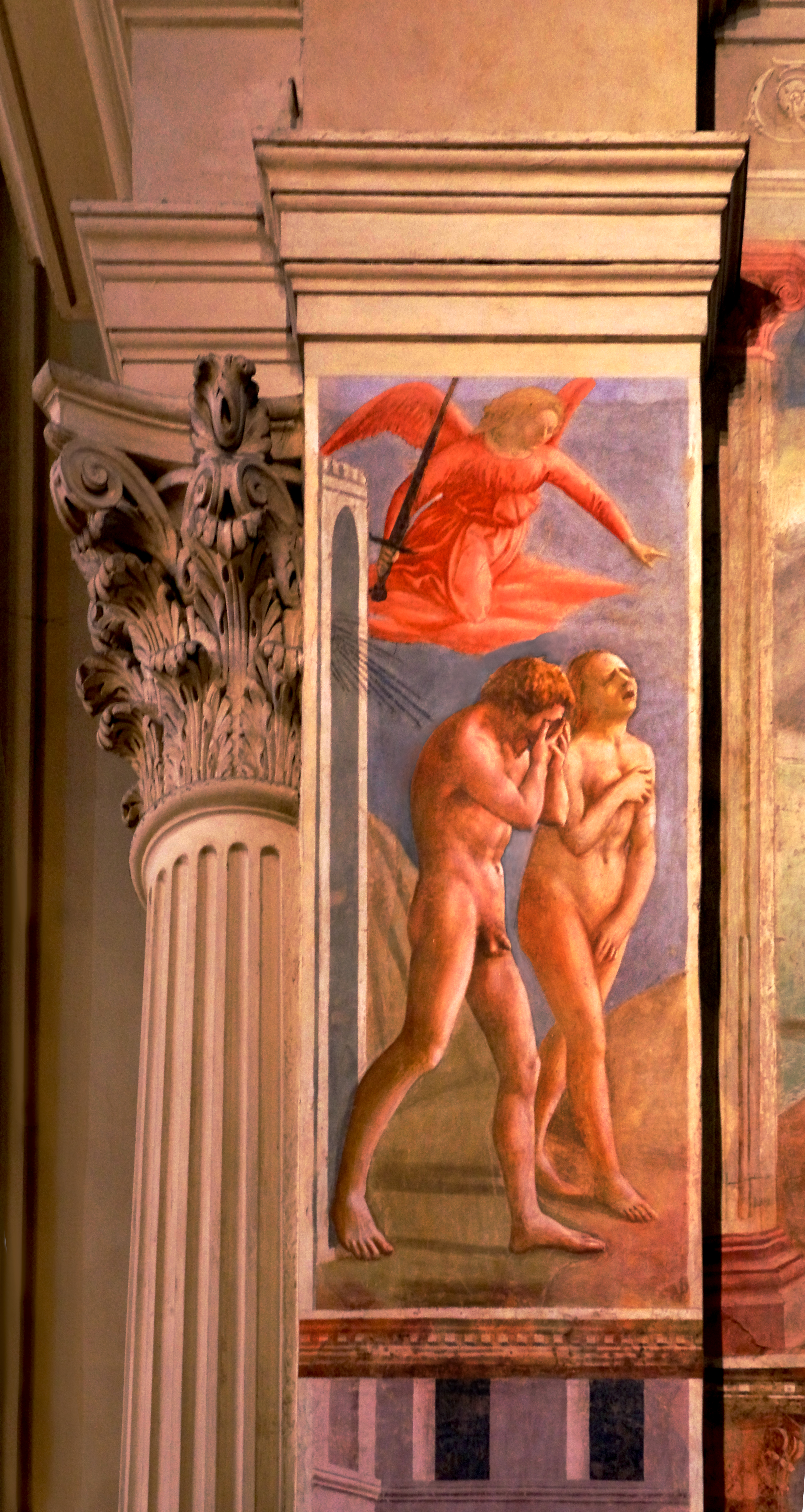
Cacciata dei progenitori dall'Eden

Sul lato opposto, in posizione speculare, si trova l'altra scena della Genesi con la Cacciata dal Paradiso Terrestre, capolavoro di Masaccio. In quest'opera, vera e propria frattura rispetto al filone tardogotico del passato, è scomparsa la compostezza di Masaccio e i personaggi sono ritratti in una cupa disperazione, appesantiti sotto l'angelo che con la spada sguainata li espelle con volontà perentoria, con un'intensità fino ad allora inedita in pittura.
I gesti sono eloquenti: mentre escono dalla porta del Paradiso, da dove provengono alcuni raggi divini, Adamo si copre il volto con le mani dallo sconforto e dal senso di colpa, Eva nasconde le nudità con vergogna e piange urlando, con una dolorosa espressione sul volto. In alto l'angelo della giustizia, con la spada, indica loro con durezza la via.
La fortissima plasticità dei corpi, soprattutto quello di Adamo, dà uno spessore mai visto alle figure inserite saldamente sul terreno, su cui si proiettano le ombre della violenta illuminazione che modella i corpi.
Essi sembrano infatti emergere dalla parete inondati dalla luce tagliente che, come realmente avviene dalla finestra della cappella, arriva da destra. Adamo è curvo, con la testa angosciosamente piegata in avanti, incamminandosi nell'arido deserto del mondo. I corpi sono volutamente massicci, sgraziati, realistici, con alcuni errori (come la caviglia di Adamo) che però non fanno che accrescere l'immediatezza espressiva dell'insieme.
Molti sono i dettagli di grande spessore, dai capelli madidi e appiccicaticci di Adamo (sulla Terra egli va incontro alla fatica e alla sporcizia), all'impostazione della figura dell'angelo, dipinto in scorcio come se stesse piombando dall'alto. La posa di Eva è una citazione dell'antico (Venere pudica), magari filtrati da Giovanni Pisano (Prudenza nel pulpito del Duomo di Pisa).
Le fronde che coprivano le nudità di Adamo e di Eva sono state rimosse nel restauro del 1990.

#### Pagamento del tributo

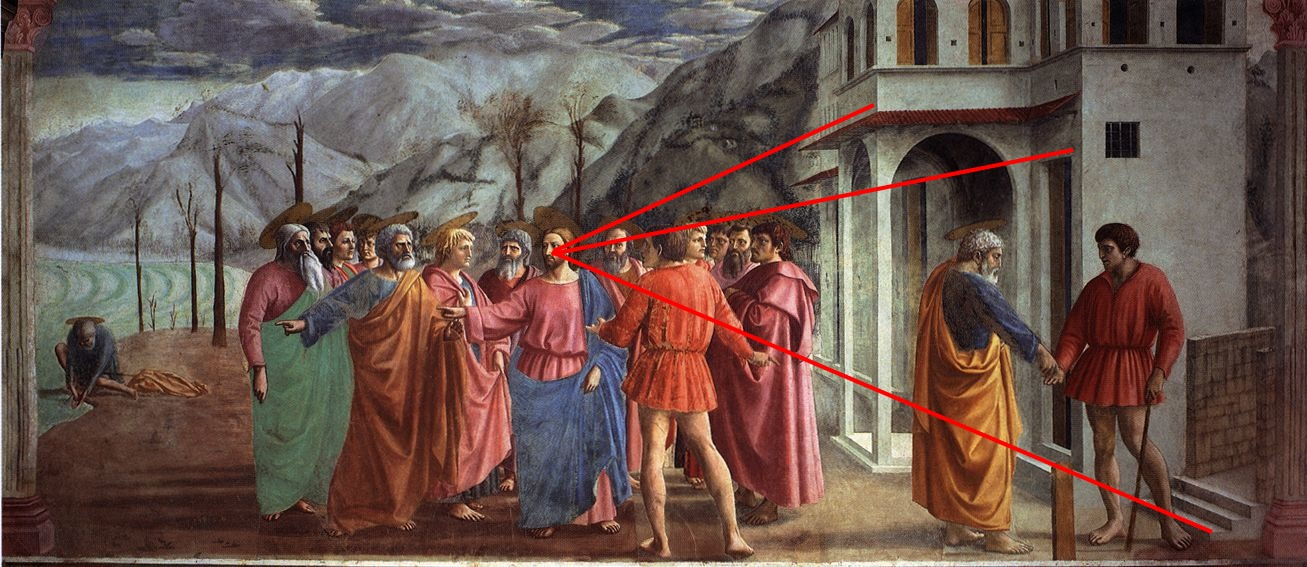
Schema prospettico del Tributo

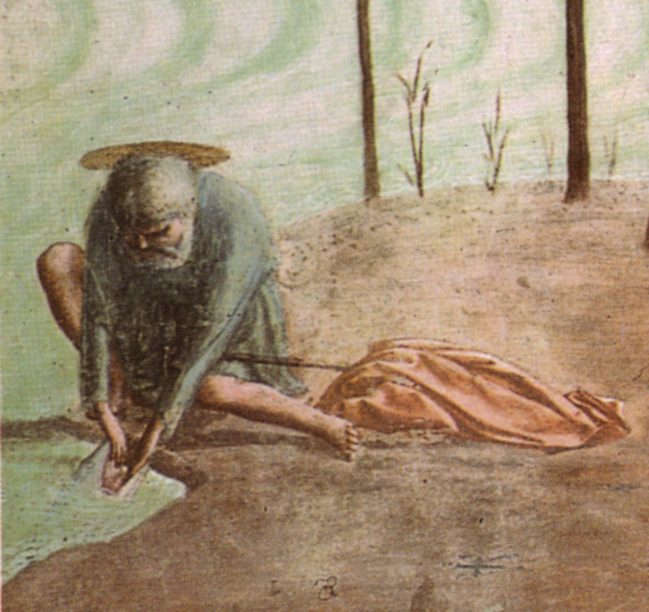
La Pesca di Pietro

La narrazione prosegue accanto alla Cacciata, sul registro superiore della parete sinistra, con la grande scena del Pagamento del tributo, universalmente riconosciuta come una delle più alte espressioni dell'arte di Masaccio, databile al 1425 ed eseguita in 32 "giornate".
L'affresco illustra l'episodio riportato nel Vangelo di Matteo (Mt 17, 24–27) in cui Pietro chiede a Gesù, nella città di Cafarnao se è legittimo pagare i tributi ai Romani, in presenza dello stesso gabelliere romano. Gesù risponde affermando di rendere «a Cesare quello che è di Cesare e a Dio quello che è di Dio» e indica a Pietro il lago in riva al quale troverà un pesce nella cui bocca ci sarà una moneta d'argento con la quale potrà pagare il tributo.
Si vede quindi a sinistra Pietro, piccolo in quanto posto in prospettiva, piegato espressivamente a raccogliere la moneta dal pesce dopo avere appoggiato la toga a terra (notare la disposizione realistica ed espressiva delle gambe dell'apostolo). Il gruppo centrale invece mostra Gesù, al centro, che indica a Pietro la riva del lago, attorniati dai dodici apostoli con aureola (una composizione probabilmente ispirata al gruppo dei Quattro Santi Coronati di Nanni di Banco), mentre davanti a loro, di spalle, il gabelliere manifesta chiaramente la sua richiesta di denaro allungando la mano aperta e indicando con l'altra la porta cittadina. A destra infine si vede Pietro che consegna, con una certa solennità, la moneta al gabelliere.
Emblematico è nel gruppo degli apostoli la figura a destra, vestita di color vinaccia, che appare molto ben definita nei lineamenti, con zazzera e barbetta. Secondo alcuni potrebbe trattarsi dell'autoritratto di Masaccio (che altri individuano invece nella scena sottostante), mentre altri lo indicano come possibile ritratto del committente Felice Brancacci.
Questa celeberrima scena è composta in tre tempi composti però in un unico spazio scenico, entro il medesimo paesaggio. Esso è scandito da una serie di tronchi e da varie montagne che sfumano all'orizzonte, mentre a destra si trovano le articolate mura della città composte con giochi di contrasto tra vuoto e pieno (la loggetta aggettante, le tettoie, ecc.). Inedito è anche il trattamento realistico del paesaggio, soprattutto nei monti erbosi che sfumano in lontananza: niente di più diverso dalle rocce aguzze usate da Giotto e continuatori seguendo la tradizione bizantina. La prospettiva è quindi unica (e ha il punto di fuga dietro la testa di Cristo), ma anche la luce, con le ombre determinate con la stessa inclinazione dei raggi del sole. Il gruppo degli apostoli è disposto nello spazio attorno al Cristo con coerenza e il loro insieme sembra volere ribadire la volontà dell'uomo e la sua centralità.
Le due figure monumentali di Pietro e del gabelliere a destra sono saldamente piantate sul suolo e sembra di percepirne la massa plastica perfettamente sviluppata dal chiaroscuro.
La scelta della scena del Tributo viene rappresentata raramente dagli artisti tra le storie di Pietro e la sua presenza, oltre che celebrare la sapienza divina, allude probabilmente all'istituzione del catasto che sarebbe avvenuta di lì a poco (1427), ma che era già nell'aria: come Cristo accetta la logica terrena di pagare un tributo, così i cittadini dovevano sottostare all'obbligo civico di versare le tasse richieste.

#### Predica di san Pietro

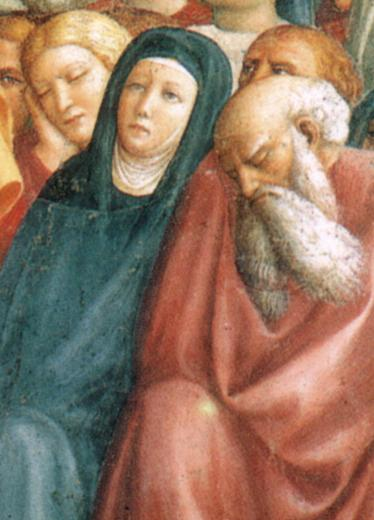
Predica di san Pietro (dettaglio)

La scena successiva è sul medesimo registro, sulla parete dietro l'altare, e mostra la Predica di San Pietro di Masolino, che la eseguì in otto giornate. Pietro è raffigurato davanti a una folla mentre, con un gesto eloquente, fa una predica. Le espressioni degli astanti sono le più varie, dalla dolce attenzione della monaca velata in primo piano, al torpore della fanciulla e del vecchio con la barba, fino al timore della donna in secondo piano, della quale si vedono solo gli occhi accigliati. Le montagne sembrano proseguire dalla scena precedente del tributo, in un'unità spaziale che è prerogativa di Masaccio.
Le tre teste di giovani dietro al santo sono probabilmente ritratti di contemporanei, come anche i due frati a destra, e in passato erano stati attribuiti a Masaccio

#### Battesimo dei neofiti

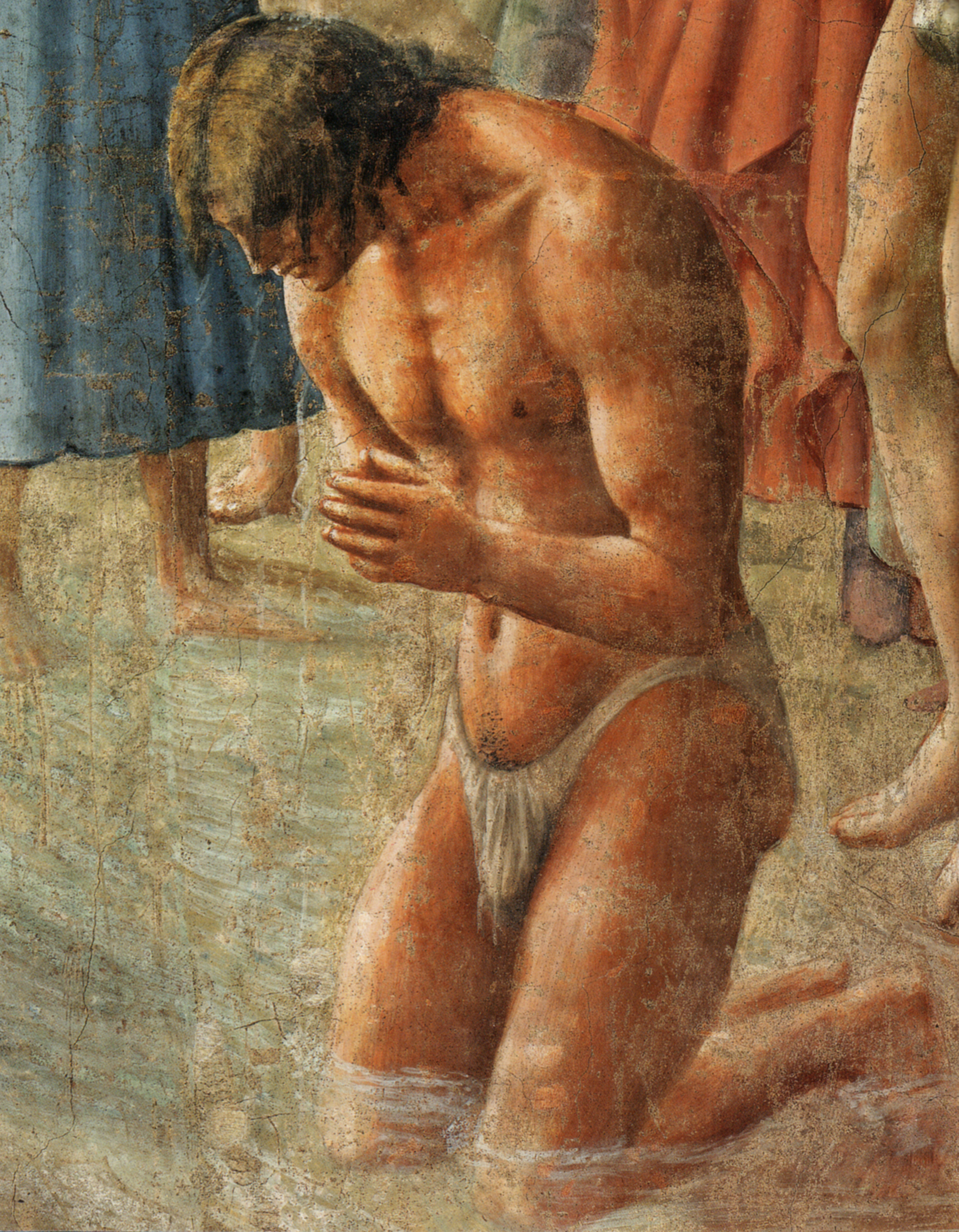
Battesimo dei neofiti (dettaglio)

Proseguendo verso destra si incontra, oltre la finestra, il Battesimo dei neofiti di Masaccio, ambientato in una vallata tra colli scoscesi. Su questo lato la luce proviene da sinistra, essendo la finestra ormai da quella parte.
Alcuni giovani si apprestano a ricevere il battesimo da Pietro: uno è inginocchiato nel fiume e lo riceve a mani giunte (con il corpo dall'anatomia stupendamente modellata), uno già spogliato sta aspettando coprendosi con le braccia mentre trema per il freddo (figura di grande realismo elogiata da Giorgio Vasari), un terzo si sta togliendo gli abiti di dosso. Un quarto ancora, scalzo e dal capo chiaramente bagnato, si sta rivestendo abbottonandosi la tunica blu. Pietro compie un gesto energico ed eloquente (da notare la rotazione della ciotola nel verso più congeniale alla percezione dello spettatore). Assiste una folla, tra i quali ci sono alcuni personaggi forse ritratti di contemporanei.
I due ritratti dietro Pietro sono le figure che erano rimaste coperte dal 1748, permettendo ai restauratori di vedere l'aspetto degli affreschi prima dell'incendio e dei restauri.
Straordinario è il senso dell'acqua e l'effetto bagnato sui capelli e sul perizoma del ragazzo in ginocchio.

#### Guarigione dello storpio e resurrezione di Tabita

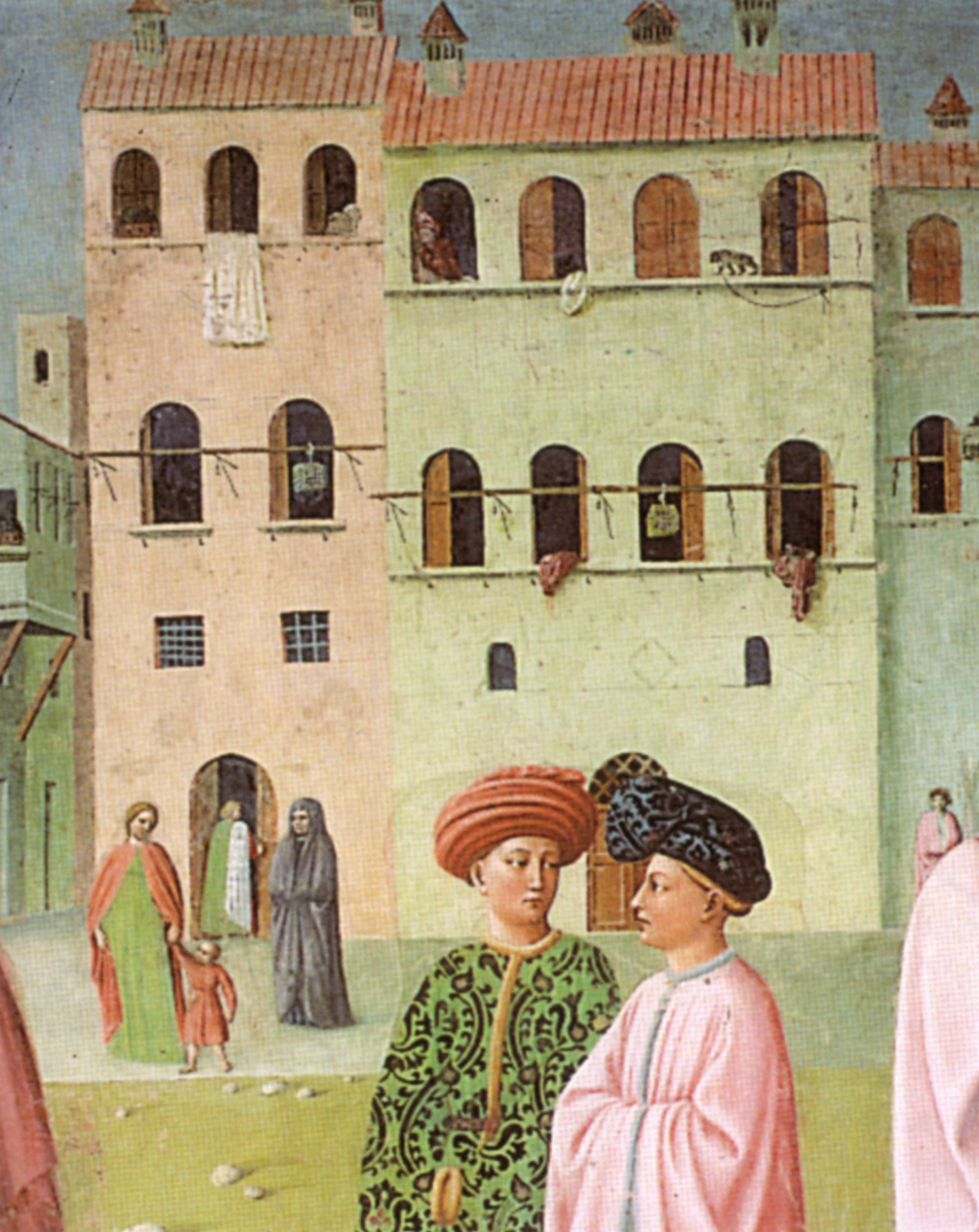
Guarigione, dettaglio

Il successivo, grande pannello sul registro superiore della parete destra è opera di Masolino e mostra due miracoli, la Guarigione dello storpio e la resurrezione di Tabita, che secondo gli Atti avvennero rispettivamente a Gerusalemme e a Giaffa, ma che qui sono unificati nel medesimo spazio.
A sinistra si vedono San Pietro e San Giovanni che miracolano uno storpio davanti a una loggia in prospettiva. A destra invece, sul limitare di una casa, San Pietro benedice una Tabita resuscitandola. Il centro della scena è occupato da una visione della Firenze dell'epoca con una piazza in prospettiva (piazza della Signoria?), dove si affacciano case merlate con le pertiche appese tra le finestre e, in primo piano, passano due borghesi riccamente abbigliati, che passeggiano incuranti di quanto avviene intorno. La vita quotidiana è raccontata nei minimi particolari, dagli oggetti che penzolano dalle finestre, fino a una serie di passanti sullo sfondo. La ricchezza cromatica e l'attenzione tutta esteriore ai dettagli piacevoli (come le vesti, i copricapi) è vicino al bello stile di Gentile da Fabriano e non potrebbe essere più distante dallo stile puro e "sanza ornato" di Masaccio.
La precisione prospettica dello sfondo aveva spinto Roberto Longhi ad attribuire questa zona al disegno di Masaccio, un'ipotesi oggi per lo più esclusa. Vi si ravvede piuttosto una volontà di Masolino di adeguarsi alle novità di Masaccio, un po' come avveniva in scultura con Lorenzo Ghiberti e le innovazioni di Donatello.

### Registro inferiore

#### Resurrezione del figlio di Teofilo e san Pietro in cattedra

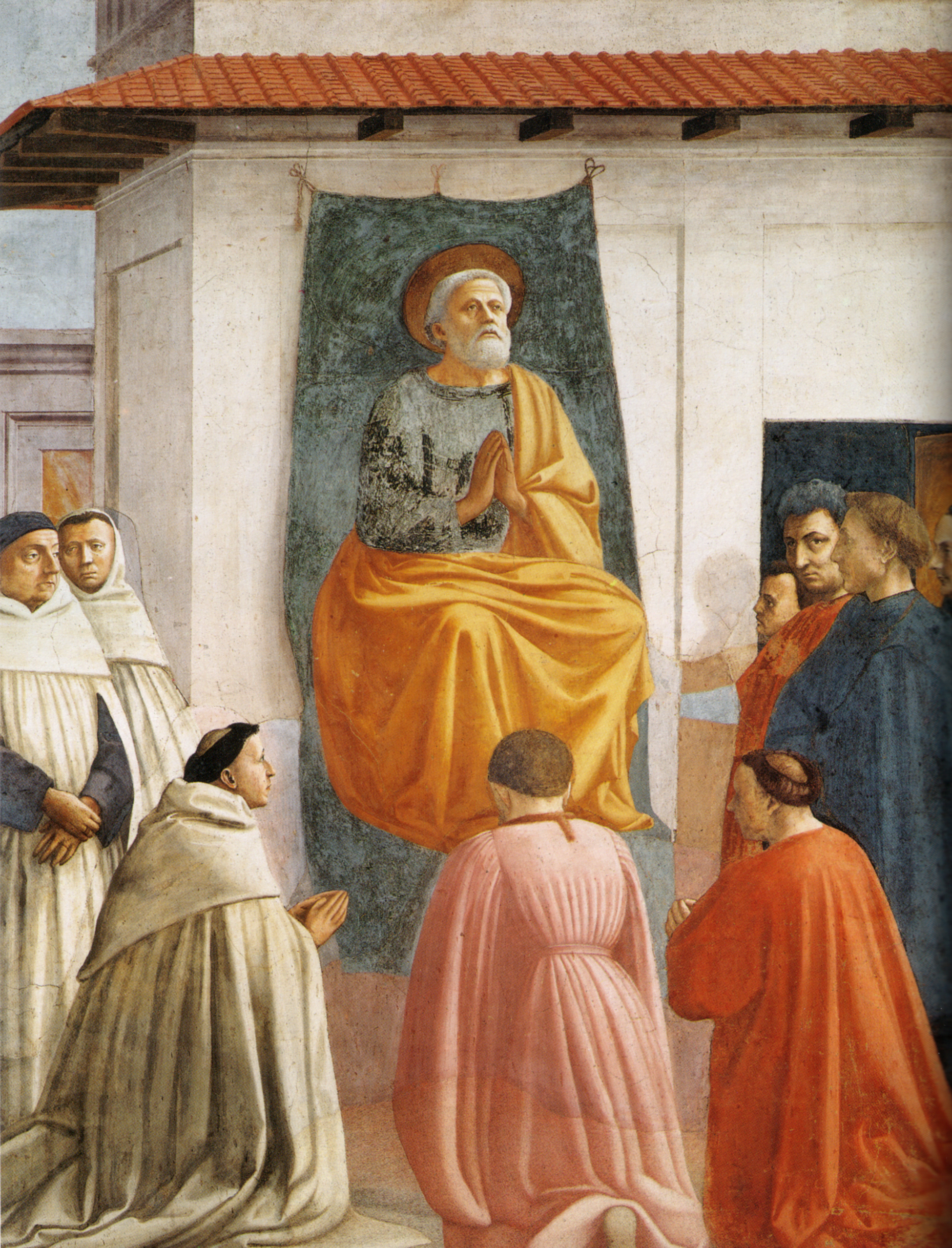
San Pietro in cattedra

Il registro inferiore fu l'ultimo a essere completato e vi si sente uno stacco per l'assenza di Masolino, l'evoluzione dello stile di Masaccio (che vi mise mano dopo essere stato a Pisa) e, ovviamente, l'intervento di Filippino.
La successiva scena, di grandi dimensioni sulla parete sinistra, è quella della Resurrezione del figlio di Teofilo e San Pietro in cattedra ed è per metà di Masaccio (che vi lavorò nel 1427) e per metà di Filippino Lippi, testimoniando il punto il cui vennero interrotti i lavori originariamente. Al primo maestro spetta la scena centrale, dal personaggio seduto a quello in piedi con il vestito verde (compreso san Paolo inginocchiato) e la maggior parte della scena della cattedra, dai monaci carmelitani (esclusa la testa di quello inginocchiato) a Pietro, fino all'estremità; a Filippino appartengono i cinque fiorentini sulla sinistra, il gruppo centrale, compreso il fanciullo resuscitato e il bambino, e la testa del monaco in ginocchio, vistosamente sostituita. Sicuramente la scena era stata dipinta da Masaccio in misura maggiore, ma la presenza di personaggi antimedicei o comunque scomodi ne aveva resa necessaria una parziale demolizione: nel gruppo centrale dovevano essere presenti molti ritratti della famiglia Brancacci, sostituiti da Filippino con i membri delle grandi famiglie d'Oltrarno al tempo di Lorenzo de' Medici: i Soderini, i Pulci, i Guicciardini, i del Pugliese, assieme ad altri notabili della cerchia medicea.

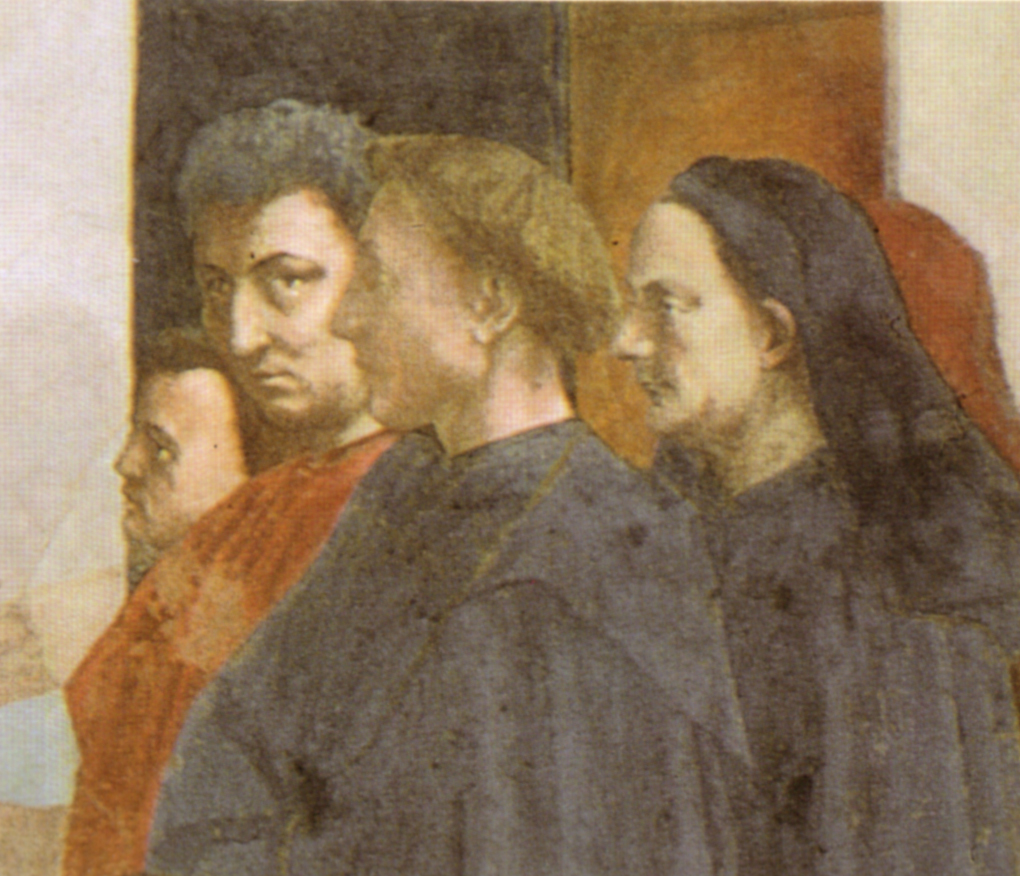
I ritratti di Masaccio, Brunelleschi, Alberti e Masolino

L'architettura è di Masaccio, con l'invenzione del muro con specchiature in marmo oltre il quale si vedono alberi e vasi, che verrà ripresa puntualmente da Domenico Veneziano, Andrea del Castagno, Alesso Baldovinetti e Domenico Ghirlandaio.
Grandi lacune sono state integrate nel recente restauro, come nella parte inferiore del San Pietro in cattedra.
Sono stati identificati molti personaggi dell'epoca. Il gruppo all'estrema destra mostrerebbe Filippo Brunelleschi, Leon Battista Alberti, Masaccio e Masolino; il carmelitano corpulento in piedi, a destra di quello anziano, potrebbe essere un ritratto del giovane Filippo Lippi, allievo di Masaccio della prima ora e padre di Filippino; il fanciullo resuscitato viene indicato da Vasari come un ritratto del futuro pittore Francesco Granacci quindicenne, che permetterebbe di datare l'intervento di Filippino al 1485; il carmelitano di sinistra è stato indicato come il cardinale Branda Castiglione; sul lato opposto Teofilo in cattedra sarebbe Gian Galeazzo Visconti e la figura incappucciata sotto di lui Coluccio Salutati.

#### San Pietro risana gli infermi con la sua ombra

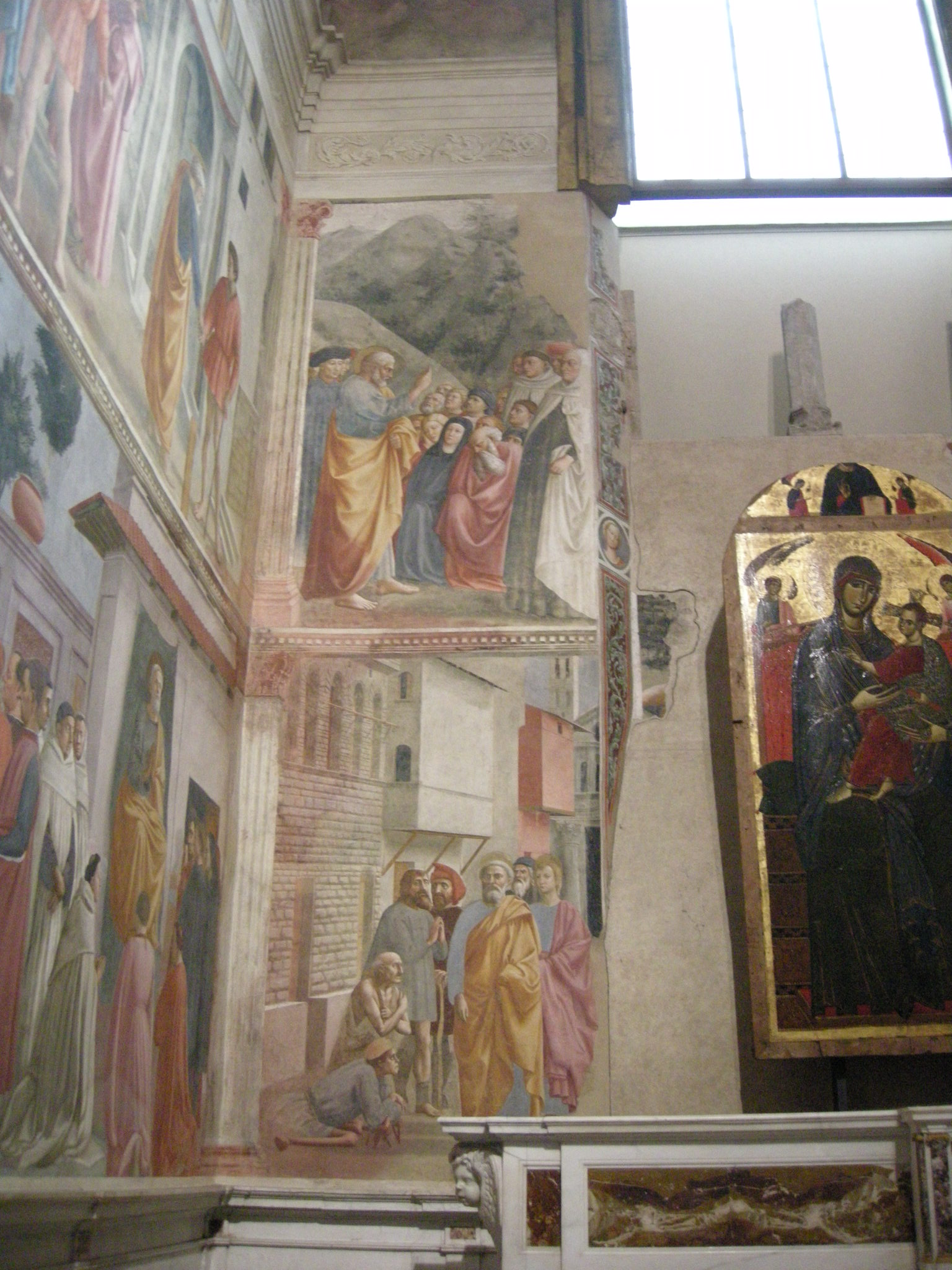
L'insieme degli affreschi di sinistra sulla parete della finestra

La scena successiva, proseguendo verso destra, è San Pietro risana gli infermi con la sua ombra di Masaccio.
La composizione è molto eloquente: San Pietro, seguito da San Giovanni, cammina per la strada e al passaggio della sua ombra guarisce un gruppo di infermi: due sono già in piedi che lo ringraziano, uno si sta alzando e un quarto, con le gambe deformate, è ancora accucciato a terra e guarda con trepidazione il santo. La figura con il berretto rosso è stata riconosciuta come ritratto di Masolino, mentre il San Giovanni potrebbe celare un ritratto del fratello di Masaccio, lo Scheggia, seguito da un vecchio barbuto (Bicci di Lorenzo?); l'uomo con la berretta rossa, che si regge sul bastone, è stato indicato come possibile ritratto di Donatello, mentre l'uomo barbuto assomiglia a uno dei Magi nel Polittico di Pisa di Masaccio
Sotto i marmi dell'antico altare era celata la parte all'estrema destra, con il proseguimento in prospettiva della via verso una chiesa con una bella colonna corinzia e un campanile. L'architettura continua nello sguancio della finestra con un ardito effetto ottico. Questa scena e la successiva (Distribuzione delle elemosine) sono collegate da stringenti rapporti formali e di prospettiva, con il taglio obliquo delle composizioni ambientate nelle strade di una città, verosimilmente Firenze. Alcuni hanno addirittura ipotizzato che la strada in questa scena, con il palazzo in bugnato e la chiesa sullo sfondo, sia Borgo Albizi (e la distrutta San Pier Maggiore, proprio con il campanile a vela), dove vivevano alleati dei Brancacci.

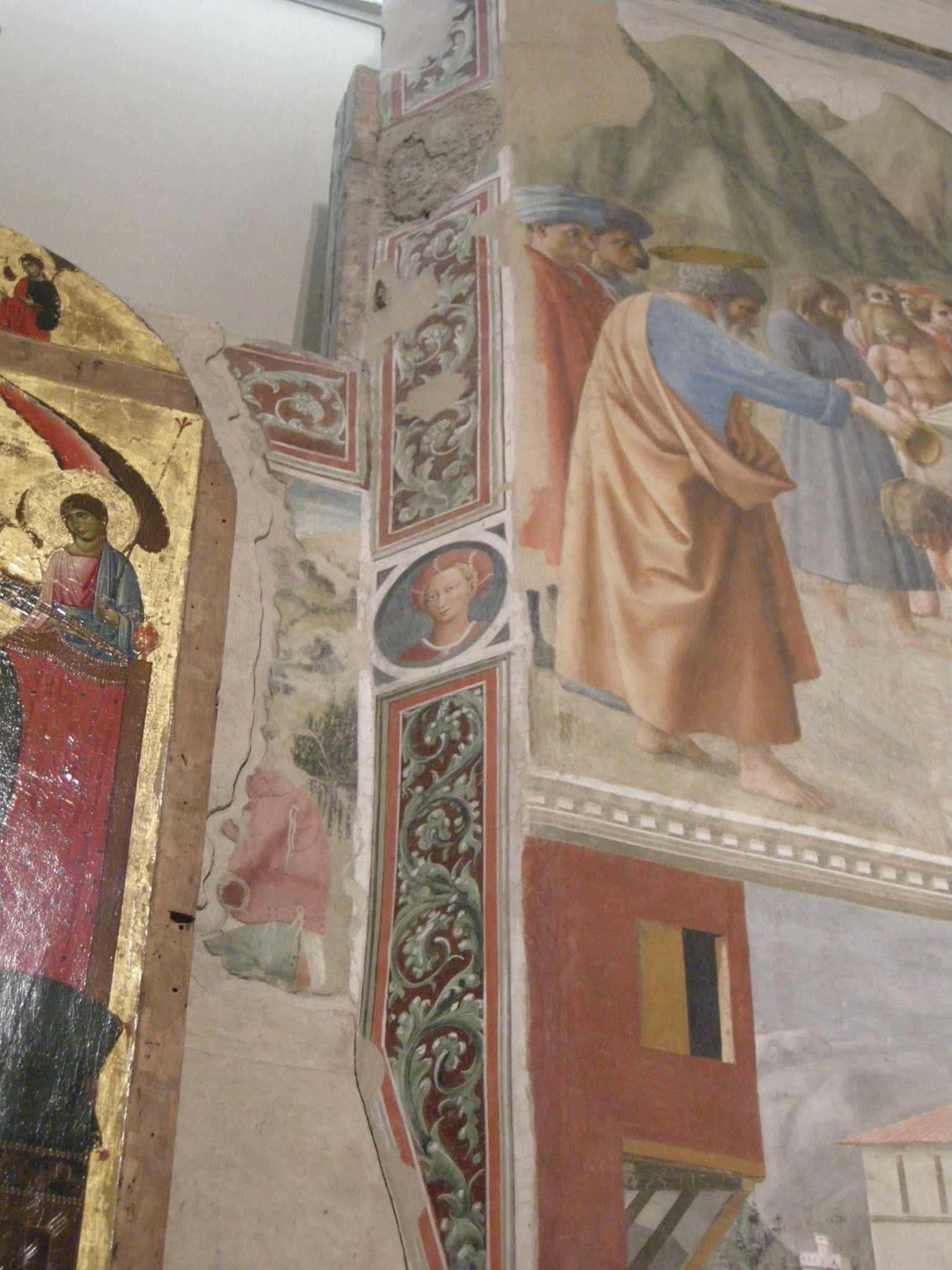
Resti dell'affresco della Crocifissione di san Pietro di Masaccio e di una testina

Sempre sugli sguanci, poco sopra, sono stati ritrovati racemi decorativi e due testine (maschile e femminile), entrambe di Masolino (Miklós Boskovits) o forse quella maschile a destra pertinente a Masaccio (Baldini).

#### Crocifissione di Pietro
Originariamente sulla parete dietro l'altare, in basso sotto la finestra (che in antico era più corta e alta di quella odierna), si sarebbe invece dovuta trovare la Crocifissione di Pietro di Masaccio, dove dovevano convergere tutte le linee prospettiche degli affreschi a conclusione e fulcro dell'intero ciclo. Il punto di fuga si sarebbe dovuto verosimilmente trovare dietro il volto di Pietro, crocifisso al rovescio.
Della scena sono stati scoperti solo due frammenti ai lati. La scena venne probabilmente distrutta già tra l'anno della condanna di Felice Brancacci (1435) e l'anno in cui venne dichiarato ribelle (1458). La distruzione avvenne verosimilmente per fare spazio alla cornice della Madonna del Popolo, alla quale venne ridedicata la cappella intorno al 1460, quando fu creata la Compagnia di Santa Maria del Popolo.
All'epoca di Filippino infatti (verso il 1480-1485) questa scena doveva essere già scomparsa, infatti venne ripidinta sulla parete destra.

#### Distribuzione delle elemosine e morte di Anania
Segue la Distribuzione delle elemosine e la morte di Anania di Masaccio, che si svolge tra edifici. Illustra l'episodio di una donna punita perché aveva rifiutato di mettere in comune i propri beni secondo le usanze dei primi cristiani, denunciando un reddito falso. Anche questo episodio si può leggere come un richiamo alla solidarietà reciproca nella previsione dell'istituzione del catasto fiorentino.
La scena è caratterizzata da una maturazione stilistica di Masaccio, che rende l'espressività delle figure più vigorosa, oltre a comporre più articolatamente lo sfondo, con volumi architettonici meno stereotipati.

#### Disputa di Simone Mago e crocifissione di san Pietro
Il grande pannello del registro inferiore della parete destra è interamente opera di Filippino Lippi. Fuori dalle mura della città (Roma, riconoscibile dalla piramide di Caio Cestio sulle Mura aureliane e dagli edifici che spuntano oltre la merlatura) si vede a destra la disputa tra Simone Mago e san Pietro davanti a Nerone, con un idolo pagano abbattuto ai piedi del re. A sinistra invece ha luogo la crocifissione del santo che sta per venire appeso a testa all'ingiù per il suo rifiuto di essere crocifisso come il Cristo. La scena è ricca di ritratti. Il giovane con il berretto all'estrema destra è l'autoritratto di Filippino. Il vecchio con il berretto rosso nel gruppo vicino a San Pietro e Simone Mago è Antonio del Pollaiolo. Il ragazzo che invece sta sotto l'arco e guarda verso lo spettatore è il ritratto di Sandro Botticelli, amico e maestro di Filippino. Nella figura di Simone Mago alcuni hanno voluto leggere un ritratto di Dante Alighieri, celebrato come creatore del volgare illustre con il quale componevano Lorenzo de' Medici e Agnolo Poliziano.

#### San Pietro in carcere visitato da san Paolo
Il ciclo prosegue ripartendo quindi da sinistra, sul pilastro, nel registro inferiore, con la scena di San Pietro in carcere visitato da San Paolo, opera di Filippino Lippi. Vi si vede San Pietro che si affaccia da una finestra con le sbarre, mentre il visitatore dà le spalle a chi osserva. Forse la scena seguì un disegno di Masaccio, come dimostrerebbe la perfetta continuità architettonica con la contigua scena della Resurrezione del figlio di Teofilo.

#### Liberazione di san Pietro dal carcere
L'ultima scena, da mettere in relazione sulla parete opposta con il santo imprigionato, mostra la Liberazione di San Pietro dal carcere da parte dell'angelo ed è interamente opera di Filippino Lippi. Anche qui l'architettura è connessa a quella della scena attigua. La guardia, armata di spada, dorme in primo piano appoggiata ad un lungo bastone, mentre avviene la scarcerazione miracolosa, che sottintende alla salvezza cristiana e forse anche alla riconquistata autonomia di Firenze dopo la minaccia milanese.

### LaMadonna del Popolo
Dopo il 1436 la cappella venne ridedicata alla Madonna del Popolo e vi fu posta la tavola della Madonna col Bambino, risalente probabilmente al 1268 (anno della fondazione della chiesa) e tutt'oggi presente sull'altare.
In passato attribuita a Coppo di Marcovaldo o al Maestro della Sant'Agata, mentre oggi si parla più cautamente di un Maestro della Madonna del Carmine.

## Stile

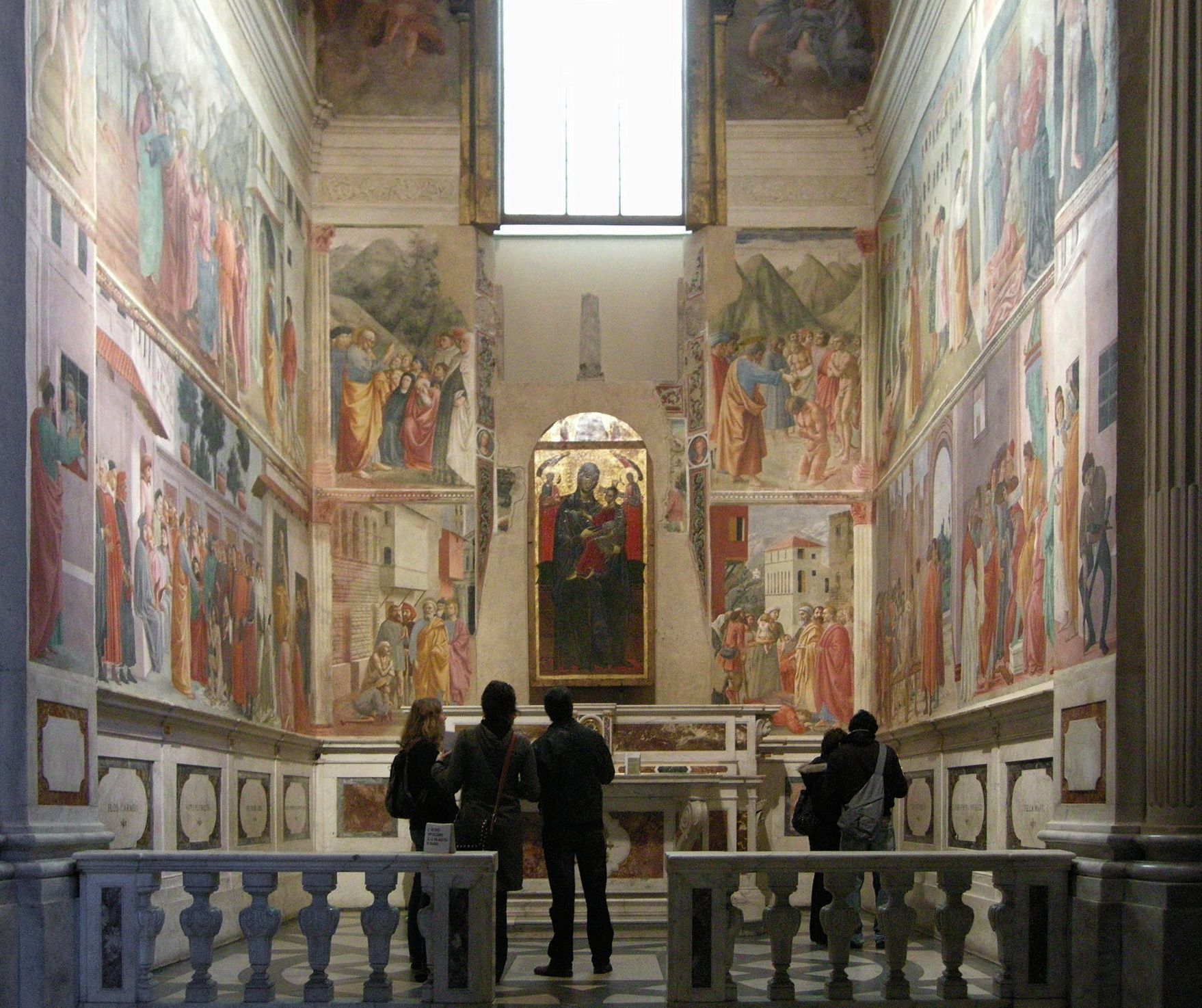
Gli affreschi rinascimentali

Lo scarto tra la parte dipinta da Masolino e Masaccio si è assottigliato dopo la pulitura, smorzando la polemica che contrapponeva il Masolino tradizionalista al Masaccio innovatore e evidenziando invece le influenze reciproche tra i due. Masolino è di solito inquadrato come continuatore della pittura del tardo gotico, o tuttalpiù come figura di transizione, mentre Masaccio applica più rigorosamente le nuove idee che furono alla base della rivoluzione rinascimentale: definizione spaziale precisa, individuazione psicologica degli individui raffigurati e riduzione all'osso degli elementi decorativi. In questo Masaccio fu un pioniere, che ebbe una straordinaria influenza sia sugli artisti contemporanei che su quelli delle generazioni a venire.
Masaccio usò molto rigorosamente la luce per "scolpire" le superfici macchiandole di colori e lumeggiature che creavano volumi estremamente plastici (cioè simili a sculture dipinte illusionisticamente), in uno stile "di getto" che metteva in secondo piano la predisposizione di un disegno esatto.
Nonostante le evidenti differenze i due artisti si accordarono su una serie di punti che dessero all'insieme un aspetto armonioso:
1. Organizzazione delle scene in un'unica ingabbiatura architettonica, composta da paraste corinzie dipinte, reggenti una cornicetta dentellata. Spesso i paesaggi proseguono tra una scena e l'altra.
2. Adozione di un'unica gamma cromatica limpida e brillante, pur con le differenze di stesura.
3. Unificazione spaziale tra le scene tramite l'uso di un unico punto di fuga negli episodi contigui (come ai lati della bifora) o opposti. La visuale risulta ottimizzata per un ipotetico spettatore fermo al centro della cappella.

Gli affreschi di Masaccio nella cappella sono senza dubbio "una delle conquiste più esaltanti della civiltà figurativa dell'Occidente", grazie alla sicura spazialità architettata secondo le regole della prospettiva coerente, al realismo severo delle figure impregnate di profondità psicologica e vigore morale, alla ricchezza plastica e classicheggiante ma al tempo stesso libera e espressiva. Già Cristoforo Landino aveva descritto Masaccio come "opimo imitatore di natura [...] puro sanza ornato". Il restauro ha restituito tutto il colore dell'artista, potendo finalmente ricollocarlo in una linea ideale che passa da Beato Angelico e arriva infine a Piero della Francesca, il migliore dei suoi eredi per la sintesi tra luce e colore.
Se la fama di Masaccio ha trovato la più forte conferma, riguardo a Masolino si è assistito a una vera e propria rivalutazione, con la riscoperta delle sue raffinate sfumature coloristiche e la sua altissima qualità pittorica.

## Schema dei dipinti
Parete di sinistra
Parete di sinistra, alto
II. Cacciata dei Progenitori (Masaccio), V. Il Tributo (Masaccio), IX. Predicazione di san Pietro (Masolino, dettaglio)
Parete di sinistra, basso
XIII. San Pietro visitato in carcere da San Paolo (Filippino Lippi, non restaurato), XV. La resurrezione del figlio di Teofilo e San Pietro in cattedra (Masaccio e Filippino Lippi), XI. San Pietro che risana con l'ombra (Masaccio)
Parete di destra
Parete di destra, alto
X. Il battesimo dei neofiti (Masaccio), VI. La guarigione dello zoppo e la resurrezione di Tabita (Masolino), I=Peccato originale (Masolino)
Parete di destra, basso
XII. La distribuzione dei beni e la morte di Anania e Saffira (Masaccio), XVI. La disputa con Simone Mago e la crocifissione di Pietro (Filippino Lippi), XIV. San Pietro liberato dal carcere (Filippino Lippi)

## Retaggio
L'opera di Masaccio nella Cappella Brancacci ebbe un'importanza straordinaria nello sviluppo del Rinascimento, influenzando generazioni di grandi maestri che qui venivano a studiare e copiare le vigorose figure masaccesche. Giorgio Vasari scrisse che la cappella era "scuola del mondo", punto di partenza per tutte quelle ricerche sulla luce, la prospettiva, il colore e la plasticità delle figure del rinnovamento artistico. Qui venne sicuramente Michelangelo, il quale portò poi le ricerche di Masaccio all'estremo punto di arrivo negli affreschi della Cappella Sistina.